# 마힌드라 & 마힌드라
마힌드라 & 마힌드라(영어: Mahindra & Mahindra, 힌디어: महिन्द्रा एण्ड महिन्द्रा लिमिटेड)는 인도 굴지의 자동차 회사이자 관련 브랜드이다. 마루티스즈키, 현대인디아, 타타자동차에 이어 인도 4위의 자동차 제조회사로 알려져 있다. 트랙터 부문은 인도 1위 회사로, 자동차는 푸네, 나식, 하리드와르 등에 대규모공장이 있다. SUV를 포함한 승용차 시장점유율은
마루티, 현대에 이어 3위이다.
2017년 매출 130억불, 종업원 4만명 규모다.

## 역사
1945년 10월에 마힌드라 & 모하메드(영어: Mahindra & Mohammed) 주식회사로 설립 했으며 1948년에 현재의 사명으로 변경했다. 1947년부터 최초로 윌리스 지프차를 생산하기 시작했다. 1995년에 포드에 이어 2005년에 르노와 각각 제휴를 맺기 시작한데 이어 합작회사를 설립했다. 2009년에 오스트레일리아의 항공 우주회사인 에어로 오스트레일리아를 인수했다. 한편 쌍용자동차의 대주주인 상하이차(SAIC Motor)가 2009년에 경영권을 포기하면서 법정 관리에 들어간 쌍용자동차를 2010년에 인수했다.

## 사진

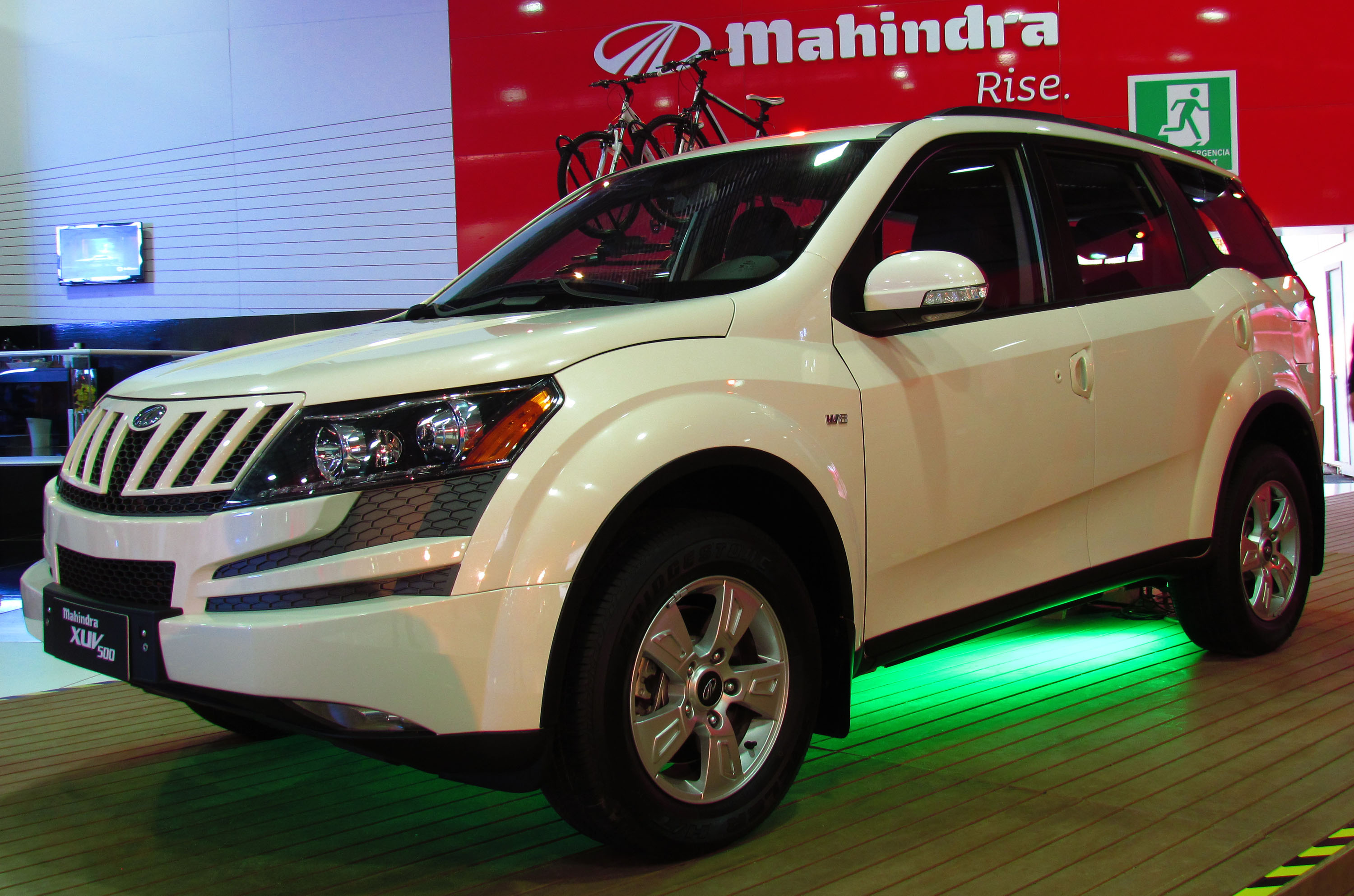
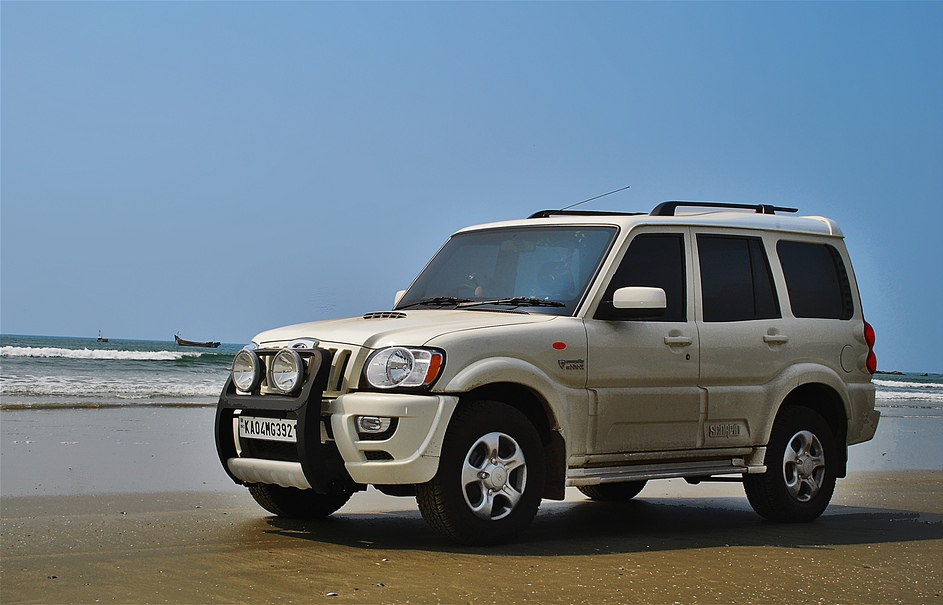
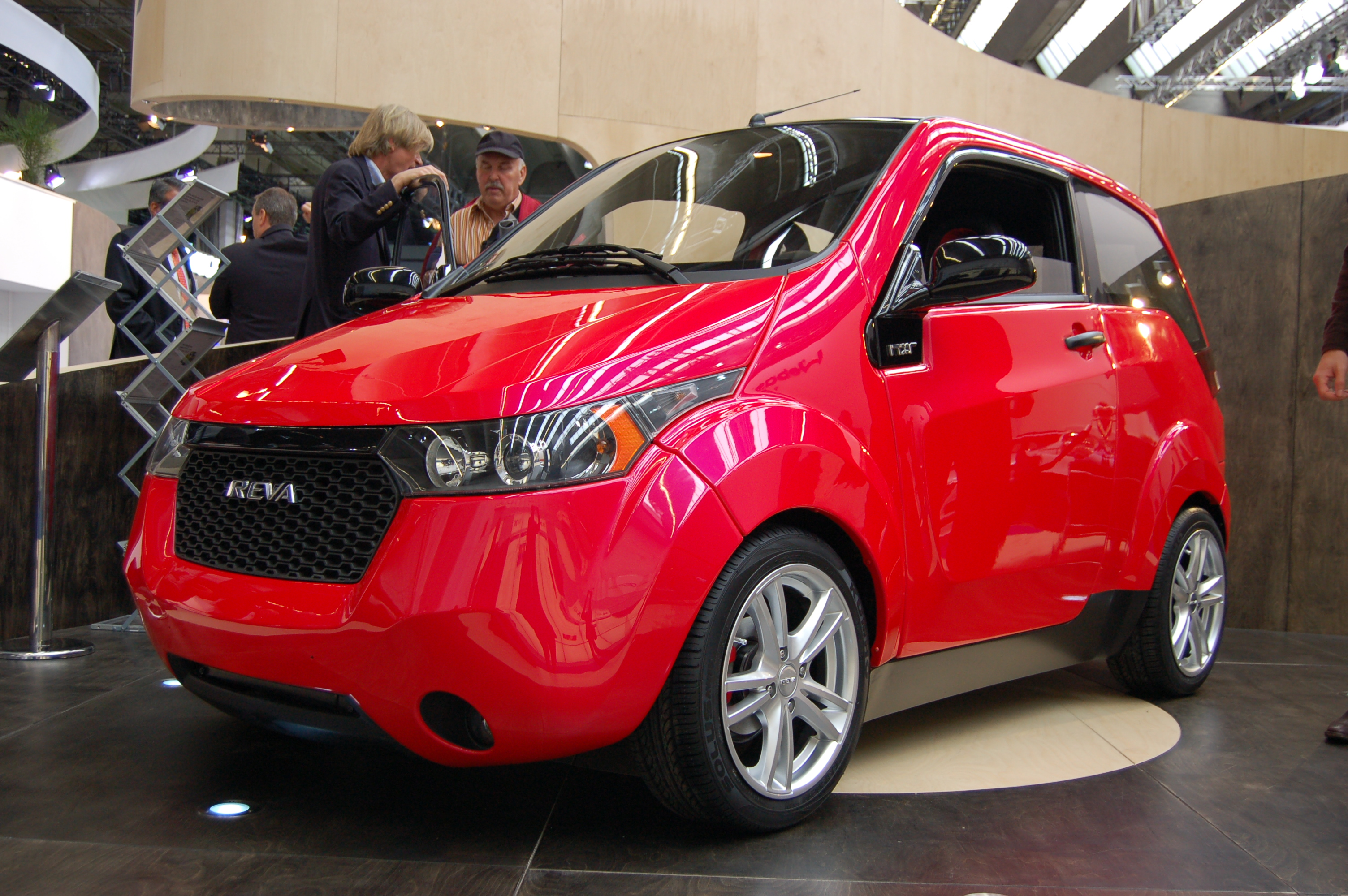
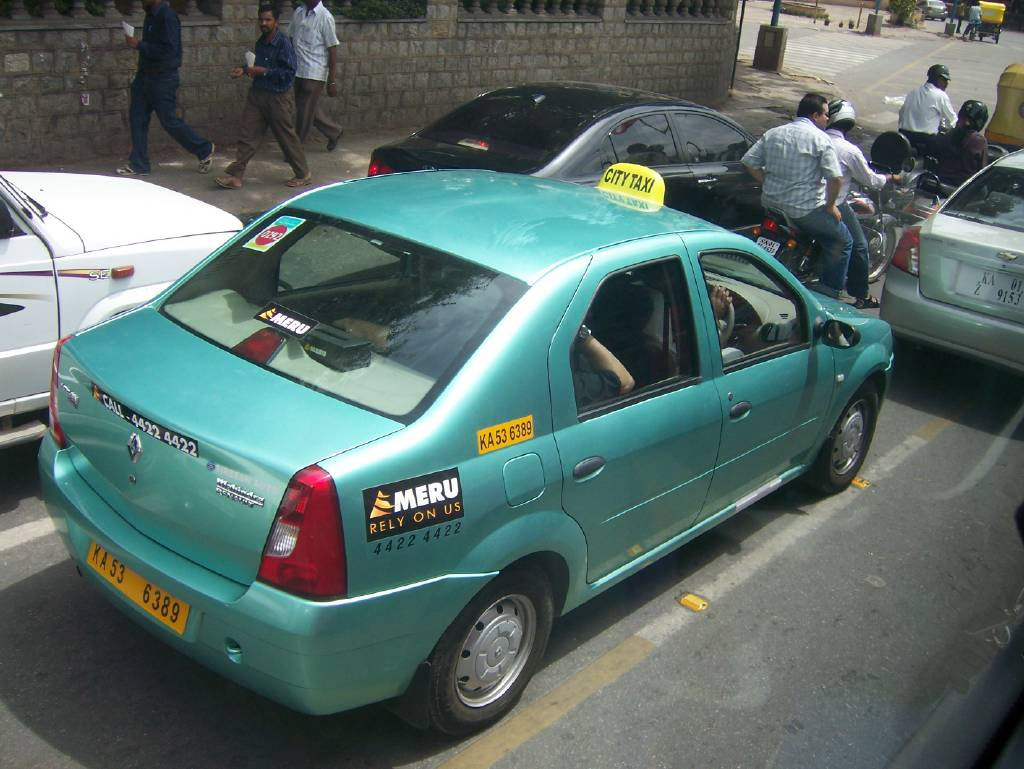
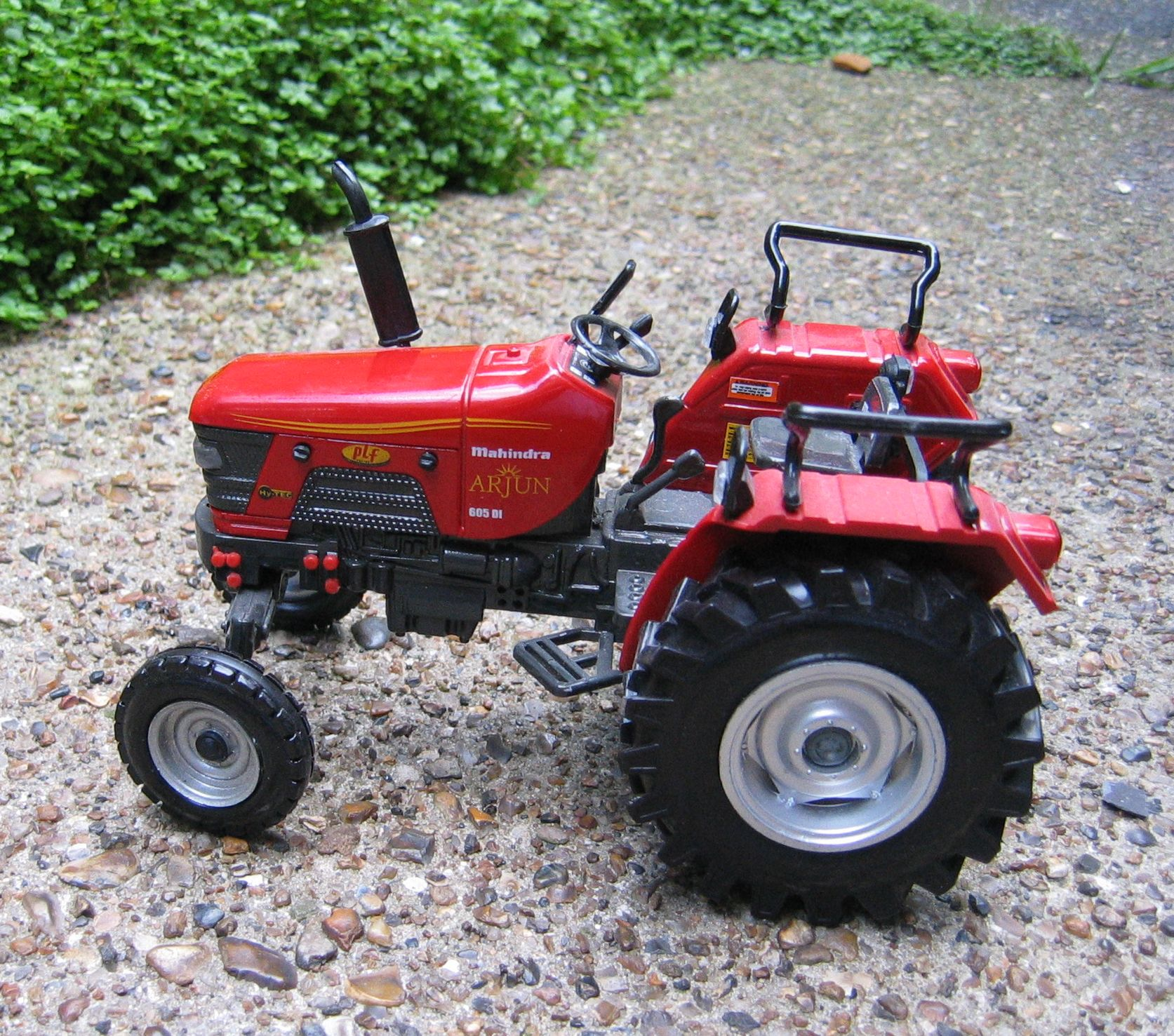